# Liste der Kulturdenkmäler in Fohren-Linden
In der Liste der Kulturdenkmäler in Fohren-Linden sind alle Kulturdenkmäler der rheinland-pfälzischen Ortsgemeinde Fohren-Linden aufgeführt. Grundlage ist die Denkmalliste des Landes Rheinland-Pfalz (Stand: 12. Juni 2023).

## Einzeldenkmäler
| Bezeichnung    | Lage                                | Baujahr   | Beschreibung                                                                                      | Bild |
| -------------- | ----------------------------------- | --------- | ------------------------------------------------------------------------------------------------- | ---- |
| Kriegerdenkmal | nördlich des Ortes am Berghang Lage | nach 1918 | Kriegerdenkmal 1914/18; stelenartiger Sandsteinblock, Kriegerrelief, nach 1918                    | BW   |
| Hoffmannsmühle | nordwestlich des Ortes Lage         | 1868      | auch Finkenmühle oder Seibertsmühle; L-förmiger Bau, bezeichnet 1868, Wohnteil spätklassizistisch | BW   |